# Buddismo nello Sri Lanka

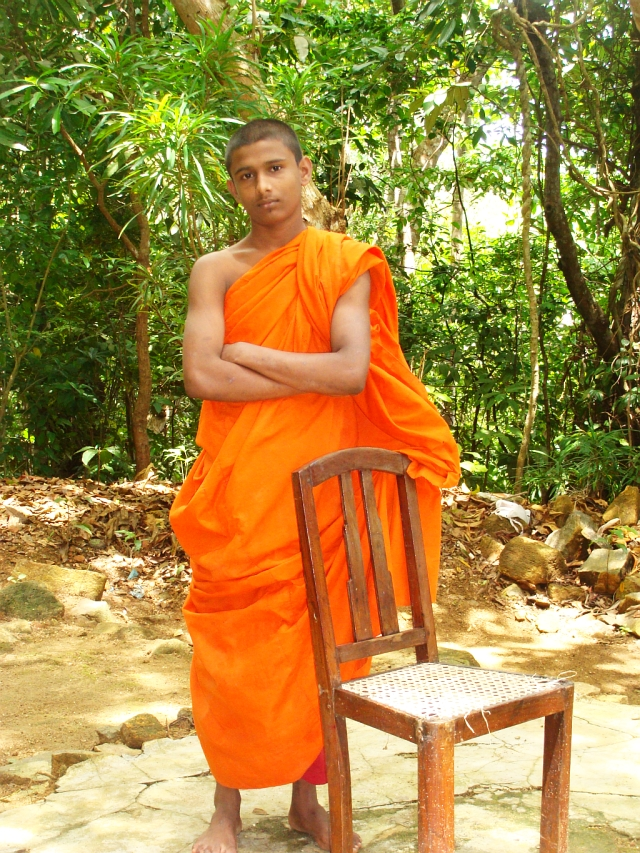
Un giovane monaco cingalese.

Il buddismo nello Sri Lanka è costituito principalmente dalla scuola Theravada, che raccoglie all'incirca il 70% dell'intera popolazione, che al censimento del 2012 era di 14.223.000. L'isola di Ceylon è stata nei secoli uno dei massimi centri di studio e di apprendimento a seguito dell'introduzione della fede buddhista nel III secolo a.C., con la produzione di eminenti ricercatori, quale ad esempio Buddhaghosa, oltre che di preservatori del vasto canone pāli.
Durante la maggior parte della sua storia i re cingalesi hanno svolto un ruolo importante nel mantenimento e nel rilancio delle istituzioni buddhiste dell'isola. Nel corso del XIX secolo, una moderna rinascita buddhista ha avuto luogo sull'isola, promuovendo l'educazione alla pratica e l'insegnamento dei testi sacri. Attualmente vi sono almeno 6.000 monasteri buddhisti nello Sri Lanka abitati da circa 15.000 monaci.

## Storia

### Introduzione del buddismo
Secondo le cronache tradizionali, come il Dipavamsa, il buddismo ha cominciato ad essere introdotto nello Sri Lanka nel III secolo a.C. dopo il terzo concilio buddhista ad opera del bikkhu missionario Mahinda, figlio dell'imperatore Ashoka, durante il regno di Devanampiya Tissa di Anurādhapura. Durante questo periodo lo Sri Maha Bodhi (parte dell'albero della Bodhi originario) è stato introdotto nell'isola ed i primi monasteri e monumenti buddhisti sono stati stabiliti.
Tra di essi, rimangono importanti centri di culto l'Isurumuniya e il Vessagiri. Inoltre è accreditata a quest'epoca la costruzione della Pathamaka cetiya, del vihara di Jambukola (nei pressi dell'odierna Jaffna) e di Hatthālhaka col suo refettorio. L'intero canone Pali, essendo già stato conservato come tradizione orale, per la primissima volta è stato trascritto in Sri Lanka verso il 30 a.C.
Il capitolo 29 del poema storico Mahavamsa riporta il fatto che durante il dominio del re Menandro I sul regno greco-battriano, un maestro buddhista chiamato Mahadharmaraksita condusse con sé 30.000 bhikkhu dalla città di origini greche Alasandra - nel nord della moderna Kabul in Afghanistan - fino a Ceylon per la dedicazione dell'enorme stupa di Ruwanwelisaya vicino Anuradhapura, indicando così che il buddismo greco ha contribuito quasi per primo allo sviluppo del buddismo nello Sri Lanka. A tal proposito vedi anche il Milindapañha.

### Centro della letteratura Pali
Come conseguenza del lavoro di Buddhagosha ed altri compilatori quali Dhammapāla, lo Sri Lanka ha sviluppato una forte tradizione di trasmissione testuale scritta del Canone Pali. La compilazione delle Aṭṭhakathā (i commenti) assieme ai testi raggruppati sotto la denominazione di Agama Nikaya e a quelli del Sutta Piṭaka si sono cominciati a scrivere con impegno per la prima volta nel tempio sulla roccia di Aluvihare durante il primo secolo a.C. La letteratura buddhista in singalese ha anch'essa prosperato e, all'inizio del V secolo, centinaia di monaci provenienti dallo Sri Lanka hanno viaggiato in lungo e in largo per tutta l'India e poi oltre fino a giungere nel sudest asiatico ove hanno introdotto le loro opere.

### Suddivisioni Theravada
Per gran parte della storia antica del buddismo nello Sri Lanka, esistevano tre suddivisioni di Theravāda, composte per lo più da monaci di tre grandi vihara, l'Anuradhapura Mahāvihāraya, il Vihara Abhayagiri e lo Jetavanaramaya. Quella dell'Anuradhapura Maha Viharaya è stata la prima tradizione che si è stabilita, mentre quelle relative all'Abhayagiri e allo Jetavanaramaya sono state stabilite successivamente da monaci che si erano staccati dall'originaria tradizione Maha Viharaya. Sempre secondo lo studioso AK Warder, la scuola indiana Mahīśāsaka si è affermata nello Sri Lanka a fianco del Theravada, in cui sono stati successivamente assorbiti. Le regioni più settentrionali dell'isola sembrano essere state cedute alle sette provenienti dall'India in determinati momenti e periodi storici.

## Gruppi monastici buddhisti
Le diverse sette del clero buddista dello Sri Lanka vengono indicate come Nikaya, e le tre principali sono:
- Siam Nikaya, fondata nel XVIII secolo dal venerabile Upali Thera, un monaco originario del Siam che è stato invitato dal re Kirti Sri Rajasinha di Kandy, e su iniziativa di Weliwita Sri Saranankara Thero.
- Amarapura Nikaya, fondata nel 1800 con l'ordinazione superiore ottenuta dalle scuole buddhiste della Birmania
- Ramanna Nikaya, fondata nel 1864 da Ambagahawatte Saranankara.

All'interno di queste tre divisioni principali vi sono numerose altre suddivisioni, alcune delle quali sono basate sulla casta di appartenenza. Non c'è invece alcuna differenza dottrinale tra di esse.

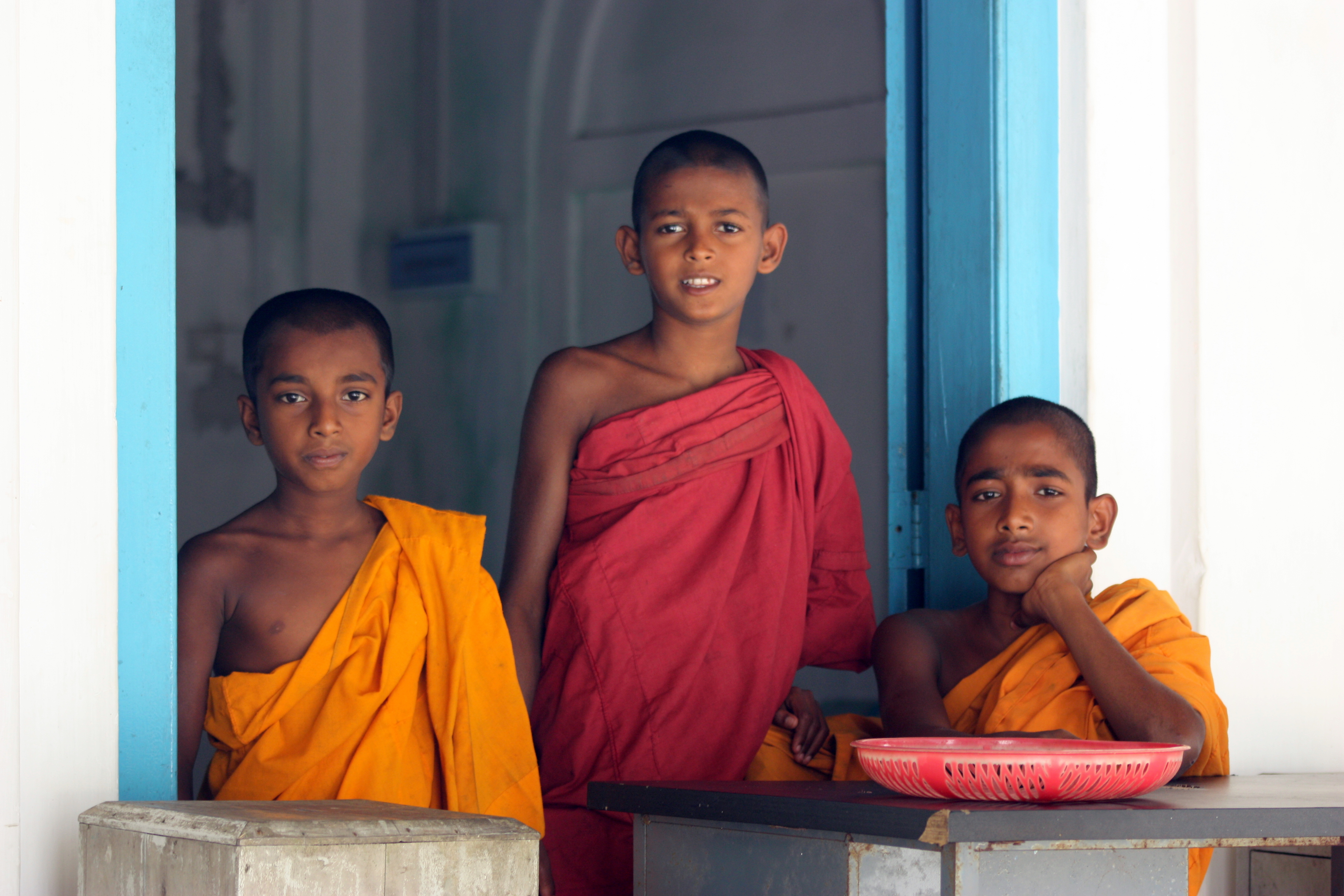
Tre monaci novizi in un tempio.